# Finlands museiförbund
Finlands museiförbund rf (finska: Suomen museoliitto ry) är museernas centralorganisation i Finland. Förbundets främsta uppgift är att tillvarata museernas gemensamma intressen och stödja deras verksamhet. Alla yrkesmässigt skötta museer i Finland är medlemmar i museiförbundet. Förbundet har 203 medlemmar som tar hand om över 300 museer.
Finlands museiförbund arbetar för att främja museernas intressen, representerar museerna i frågor om branschens gemensamma ärenden och fungerar som museernas nätverk för samarbete. Förbundets verksamhet kan indelas i fyra tjänster: intressebevakningstjänster, skolnings- och utvecklingstjänster, kommunikationstjänster och stödtjänster. Förbundet publicerar tidningen Museo som delas ut fyra gånger per år.
Museiförbundet koordinerar också olika evenemang och kampanjer. I maj firas Museiveckan och i början av oktober genomförs Vi går till museum-evenemanget för skolbarn och studenter. Museiförbundet och International Council of Museums (ICOM) delar ut priset Årets museum varje vår. 
År 2015 lanserade Finlands museiförbund Museikortet som är en gemensam inträdesbiljett till över 300 museer i Finland och på Åland.

## Historia
Idén att grunda en gemensam organisation för museer presenterades redan på 1880-talet. Finlands museiförbund grundades år 1923 på de första landsomfattande museidagarna efter initiativet från direktionen av Åbo historiska museum. Genom den centrala organisationen ville man främja samarbete mellan museerna och ordna skolningar för museernas medarbetare.